# Saint-Yan
Saint-Yan ist eine französische Gemeinde mit 1.132 Einwohnern (Stand: 1. Januar 2022) im Département Saône-et-Loire in der Region Bourgogne-Franche-Comté. Sie gehört zum Arrondissement Charolles und zum Kanton Paray-le-Monial.

## Geographie
Saint-Yan liegt in der Landschaft Charolais. Die Loire begrenzt die Gemeinde im Westen. Nachbargemeinden von Saint-Yan sind Varenne-Saint-Germain und Vitry-en-Charollais im Norden, Paray-le-Monial im Osten und Nordosten, Poisson im Osten und Südosten, Versauges und Montceaux-l’Étoile im Süden, L’Hôpital-le-Mercier im Westen sowie Chassenard im Westen und Nordwesten.
Der Flugplatz Saint-Yan liegt teilweise im Westen und Südwesten der Gemeinde.

## Geschichte

### Bevölkerungsentwicklung
| Jahr                      | 1962 | 1968 | 1975 | 1982 | 1990 | 1999 | 2006 | 2013 |
| Einwohner                 | 1046 | 1115 | 1278 | 1242 | 1153 | 1082 | 1111 | 1147 |
| Quelle: Cassini und INSEE |      |      |      |      |      |      |      |      |

## Sehenswürdigkeiten

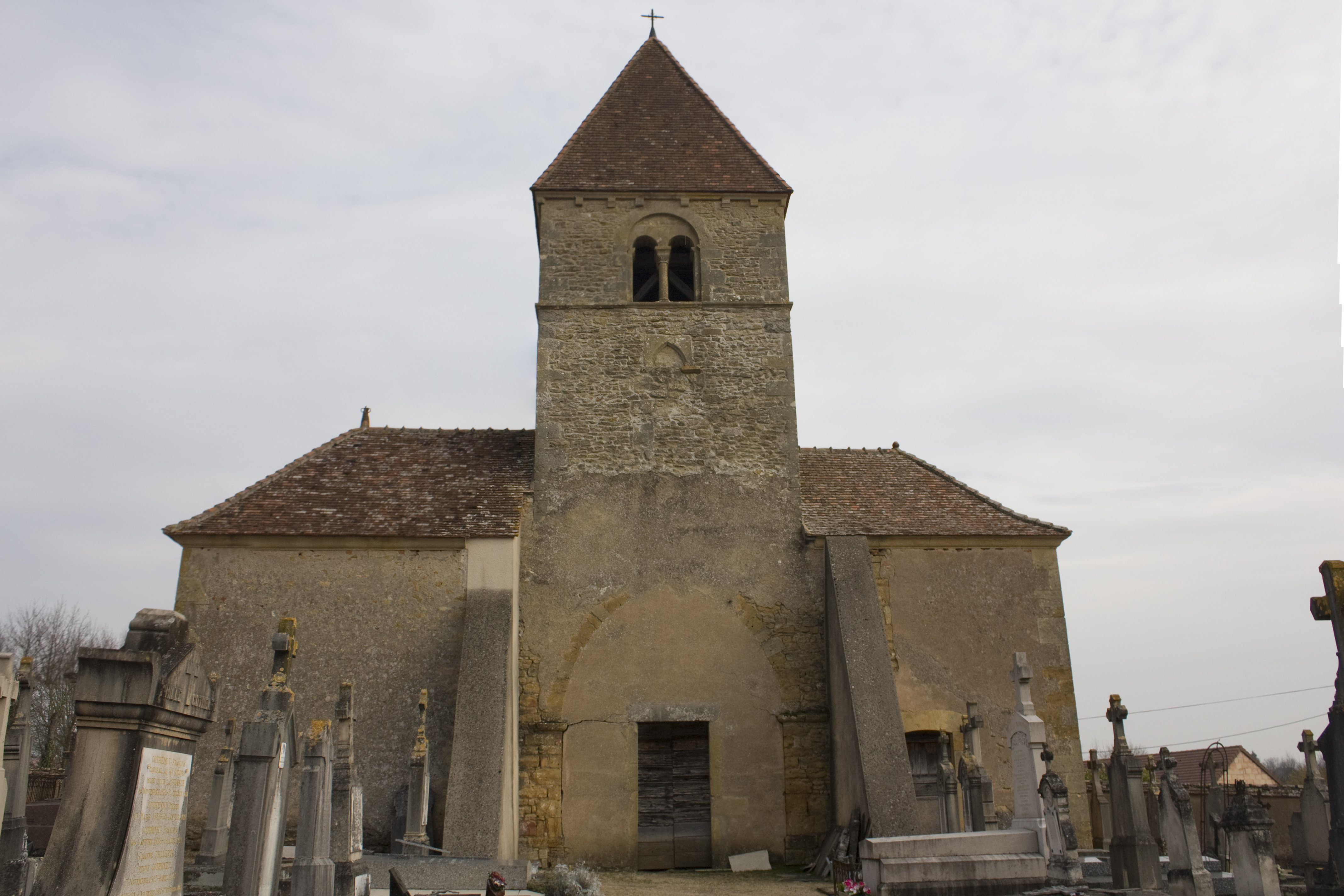
Kirche Saint-Oyen

- frühere Kirche Saint-Oyen aus dem 12. Jahrhundert, Monument historique seit 1913
- Schloss und Festung Selore, Monument historique seit 2007